# KK 파크

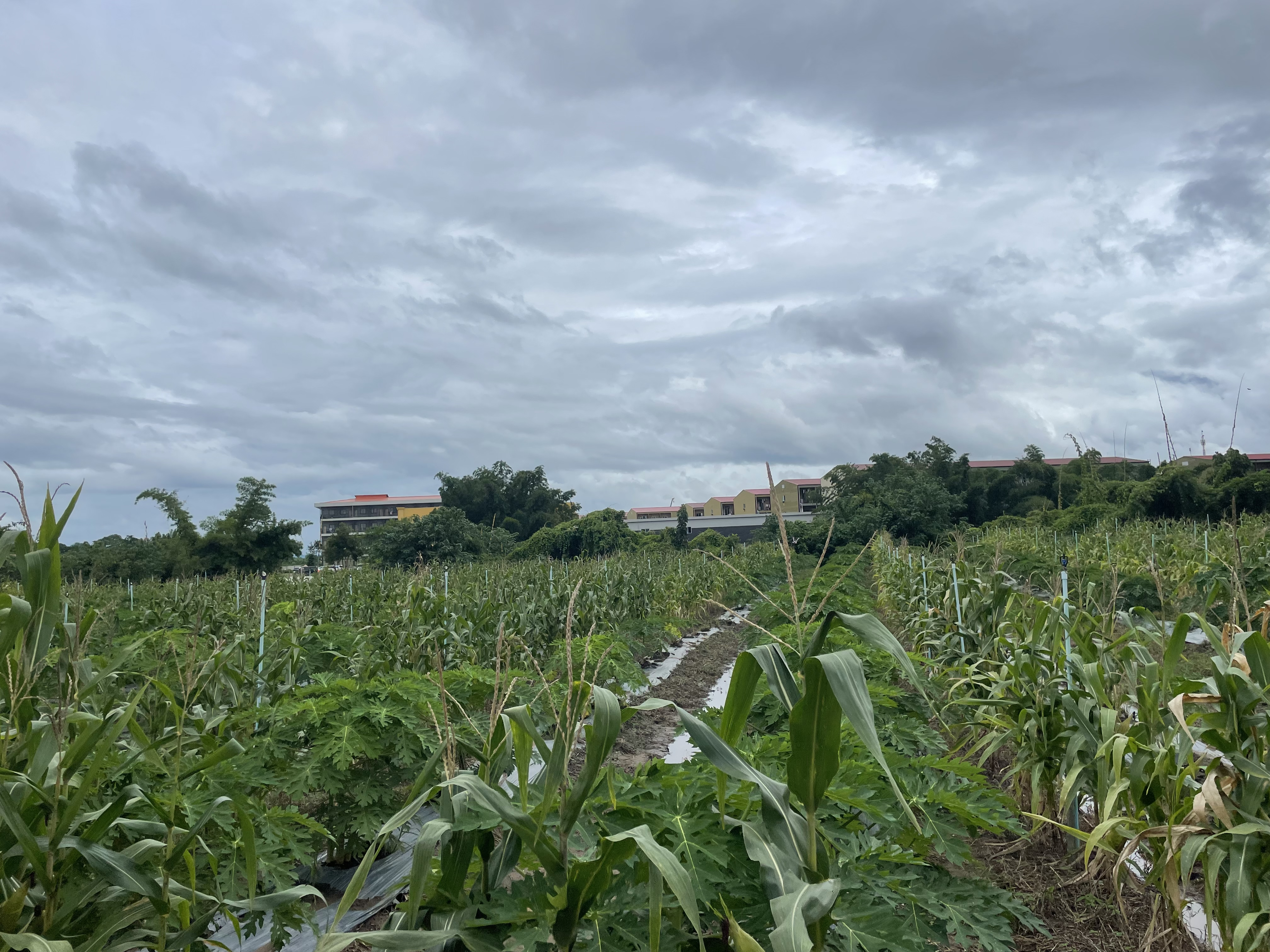

KK 파크(KK Park, 중국어: KK園區)는 미얀마 먀워디에 위치한 사기 공장이다. 미얀마-태국 국경의 메이강 (태국) 옆에 위치한 이 단지는 더 넓은 황금의 삼각지대 지역 내에서 인터넷 사기와 인신매매의 주요 허브이다.
동남아시아 전역의 근로자들은 암호화폐 투자, 고문, 불법 투옥 등 온라인 사기 행위를 강요당했다. 독일 국영 방송인 도이체 벨레의 2024년 조사에 따르면 KK 파크의 근로자들은 하루 17시간 근무를 당하고, 건물에서 탈출하려고 시도할 때 자주 염탐, 고문, 살인 위협을 받는 것으로 나타났다.
USIP 대표는 2023년 7월 현재 KK 파크와 쉐 코코(Shwe Kokko)의 유사한 공원에 최소 20,000명의 사기꾼이 있다고 밝혔다.
2019년부터 2021년까지 복합단지가 건설됐으며, 2023년까지 추가 공사가 진행 중이다.
이 프로젝트는 가인주의 일부 지역을 통제하는 민족 무장단체인 카렌민족연합(KNU)과 삼합회 지도자 완쿽코이와 연계된 중국 기업이 공동으로 설립한 것으로 알려졌다. KNU는 KK 파크 및 기타 불법 활동에 연루된 혐의로 압력을 받고 있으며 일부 고위 회원의 사임 요구에 직면해 있다. 전직 근로자들은 미얀마 국경수비대 군인들이 단지에 있는 것으로 확인했다.
KNU는 KK 파크와 연루된 혐의로 소속 회원 5명을 조사하고, 국경지대 범죄 근절을 위해 중국, 태국과 협력하겠다고 밝혔다.